# Samuel Berger
Samuel „Sam” Berger (ur. 25 grudnia 1884 w Chicago, zm. 23 lutego 1925 w San Francisco) – amerykański bokser kategorii ciężkiej, mistrz olimpijski z 1904.
Zdobył złoty medal w wadze ciężkiej na letnich igrzyskach olimpijskich w 1904 w Saint Louis, wygrywając 2 walki: z Williamem Michaelsem i Charlesem Mayerem.

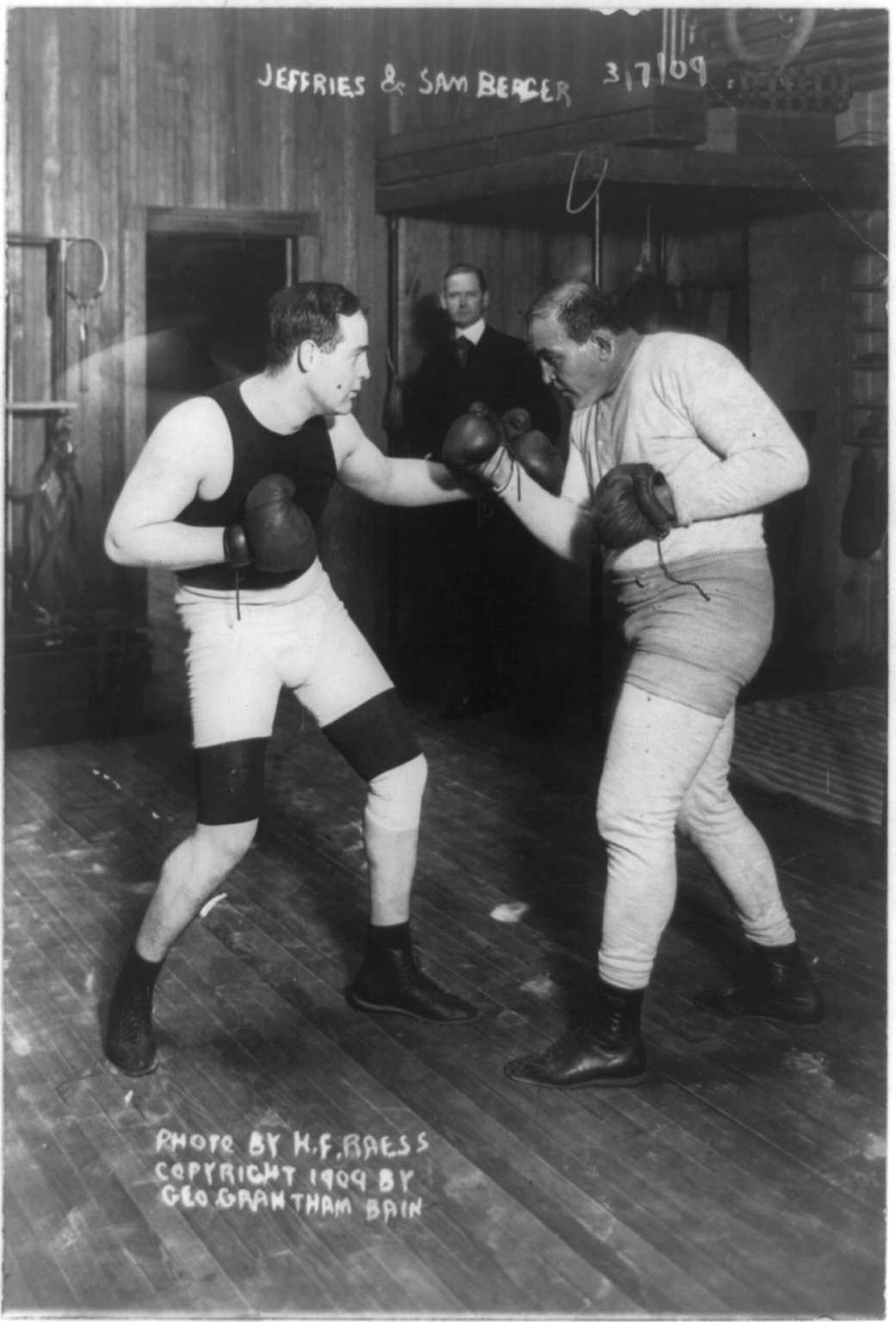
Samuel Berger (z lewej) sparuje z Jimem Jeffriesem

Po igrzyskach przeszedł na zawodowstwo. Stoczył tylko 5 walk, z których wygrał pierwsze 3, kolejna z „Philadelphia” Jackiem O’Brienem była no decision, a ostatnią przegrał. Był później sparingpartnerem i managerem Jima Jeffriesa. a następnie prowadził sklep z odzieżą w San Francisco.
Berger, który był Żydem, został wybrany w 1985 do International Jewish Sports Hall of Fame.